# Locul fosilifer Săulești
Locul fosilifer Săulești este o arie protejată de interes național ce corespunde categoriei a IV-a IUCN (rezervație naturală de tip paleontologic), situată în județul Gorj, pe teritoriul administrativ al comunei Săulești.

## Descriere
Rezervația naturală cu o suprafață de 1 ha aflată în partea sud-vestică a satului Săulești, a fost declarată arie protejată prin Legea Nr.5 din 6 martie 2000 (privind aprobarea Planului de amenajare a teritoriului național - Secțiunea a III-a zone protejate) și reprezintă o zonă aluvionară  de interes paleontologic, cu resturi de faună fosilă depozitate în rocă sedimentară alcătuită din argile și nisipuri.